# Nombre hautement composé supérieur
Un nombre hautement composé supérieur est un entier naturel non nul qui a plus de diviseurs que n'importe quel autre entier relativement à une puissance du nombre lui-même. Cette définition a été formulée par Srinivasa Ramanujan en 1915. 
Il s'agit d'une condition plus restrictive que celle d'un nombre hautement composé défini comme un entier strictement positif qui a strictement plus de diviseurs que les nombres qui le précèdent. 

## Définition
Un nombre {\displaystyle n} est dit hautement composé supérieur, s'il existe un réel positif {\displaystyle \lambda } tel que :
- pour tout entier naturel {\displaystyle k} inférieur à {\displaystyle n} : {\displaystyle {\frac {\sigma _{0}(n)}{n^{\lambda }}}\geq {\frac {\sigma _{0}(k)}{k^{\lambda }}}}
- pour tout entier naturel {\displaystyle k} strictement supérieur à {\displaystyle n} : {\displaystyle {\frac {\sigma _{0}(n)}{n^{\lambda }}}>{\frac {\sigma _{0}(k)}{k^{\lambda }}}}

où {\displaystyle \sigma _{0}} est la  fonction "nombre de diviseurs" qui à tout entier naturel non nul associe le nombre de ses diviseurs.

## Liste
Les dix premiers nombres hautement composés supérieurs sont les suivants :
| Nombre hautement composé supérieur (suite A002201 de l'OEIS) | 2 | 6     | 12    | 60        | 120        | 360         | 2520            | 5040            | 55 440               | 720 720                   |
| Nombre de diviseurs positifs                                 | 2 | 4     | 6     | 12        | 16         | 24          | 48              | 60              | 120                  | 240                       |
| Décomposition en facteurs premiers                           | 2 | 2 ⋅ 3 | 2 ⋅ 3 | 2 ⋅ 3 ⋅ 5 | 23 ⋅ 3 ⋅ 5 | 23 ⋅ 32 ⋅ 5 | 23 ⋅ 32 ⋅ 5 ⋅ 7 | 24 ⋅ 32 ⋅ 5 ⋅ 7 | 24 ⋅ 32 ⋅ 5 ⋅ 7 ⋅ 11 | 24 ⋅ 32 ⋅ 5 ⋅ 7 ⋅ 11 ⋅ 13 |
| Décomposition en produit de primorielles                     | 2 | 6     | 2 ⋅ 6 | 2 ⋅ 30    | 2 ⋅ 30     | 2 ⋅ 6 ⋅ 30  | 2 ⋅ 6 ⋅ 210     | 2 ⋅ 6 ⋅ 210     | 2 ⋅ 6 ⋅ 2310         | 2 ⋅ 6 ⋅ 30030             |

On remarque que les 15 premiers nombres hautement composés supérieurs c'est-à-dire  2, 6, 12, 60, 120, 360, 2520, 5040, 55440, 720720, 1441440, 4324320, 21621600, 367567200 et 6983776800 sont aussi les 15 premiers nombres colossalement abondants.

## Propriétés
Tout nombre hautement composé supérieur est aussi un nombre hautement composé, la réciproque n'étant pas vraie.

## Bases hautement composées supérieures
Les premiers nombres hautement composés supérieurs ont souvent été utilisés comme base de système de numération, du fait de leur important nombre de diviseurs par rapport à leur taille. On peut citer :
- le système binaire : base 2
- le système sénaire : base 6
- le système duodécimal : base 12
- le système sexagésimal : base 60

En outre 360 est le nombre de degrés dans un tour complet.